# 狩野探幽
狩野探幽（日语：／ Kanō Tan'yū，1602年3月7日—1674年11月4日），日本江户时代的艺术家之一，出生于日本京都。后常年供职于德川幕府。他充分借鉴中国绘画手法，精心创造，影响日本画坛多年，约36岁时落发为僧。
父親為狩野孝信，母親為佐佐成政之女。

## 扩展阅读
- Kaputa, Catherine (1985). "Kanō Tan'yū." Kodansha Encyclopedia of Japan, Tokyo: Kodansha Ltd.